# Radosław Zięcina
Radosław Zięcina (ur. 9 sierpnia 1959 roku w Warszawie) – polski dziennikarz, satyryk, reportażysta, publicysta i fotograf.

## Życiorys
Radosław Zięcina ukończył studia na wydziale rolniczym Szkoły Głównej Gospodarstwa Wiejskiego w Warszawie, następnie na Wydziale Dziennikarstwa Uniwersytetu Warszawskiego. W latach dziewięćdziesiątych XX w. studiował w warszawskiej Szkole Głównej Handlowej na wydziale Zarządzania.
W 1981 roku, wspólnie z Aleksandrem Wieczorkowskim, nakręcił dla TVP reportaż o serii ciągników "U" produkowanych w Fabryce Ciągników "Ursus" w Warszawie, nad którym prace zostały przerwane w latach siedemdziesiątych XX w. przez zakup licencyjnego ciągnika Massey Ferguson – grzebiąc tym samym na zawsze innowacyjny projekt polskich konstruktorów. Po wprowadzeniu stanu wojennego zbierane w tym czasie materiały pochodzące z fabryki w Ursusie zostały skonfiskowane w Redakcji Trójki Polskiego Radia.
W latach 1983–87  związany z redakcjami rolniczymi: "Chłopską Drogą", "Nową Wsią" i "Tygodnikiem RSP" -  zajmował się informacją i reportażem rolniczym. W tym czasie publikował też swoje felietony w piśmie satyrycznym "Szpilki".
W 1987 roku współuczestniczył przy tworzeniu przez Andrzeja Wróblewskiego "IBISA" i Marka Przybylika pierwszego pisma o charakterze lokalnym "Pasmo", skierowanego wówczas do mieszkańców Ursynowa. W ramach działalności tego tygodnika powstała pierwsza lokalna telewizja kablowo-satelitarna z własnym studiem, w którym pierwszą prezenterką była m.in. Jolanta Pieńkowska.
Na przełomie lat osiemdziesiątych i dziewięćdziesiątych XX w. współpracownik "Tygodnika Solidarność" oraz  "Gazety i Nowoczesność" pod redakcją Stefana Bratkowskiego.
W 1991 roku członek delegacji rządowej podczas pobytu pierwszego niekomunistycznego Premiera Polski, Tadeusza Mazowieckiego w Stanach Zjednoczonych.
Od 2001 roku właściciel firmy konsultingowej zajmującej się rekrutacjami i szkoleniami z zakresu komunikacji i negocjacji.

## Publikacje prasowe, reportaże, felietony
- Życie Warszawy
- Szpilki - ilustrowany tygodnik satyryczny
- Tygodnik Solidarność
- Gazeta i Nowoczesność
- Przegląd Tygodniowy
- The Warsaw Voice
- Tygodnik "Pasmo"
- Związkowiec - kanadyjska gazeta polonijna
- Autorskie wystawy fotografii reportażowej w Galerii Polskich Artystów Fotografików w Warszawie.
- Zdjęcia portretowe znanych osób z życia artystycznego i politycznego lat dziewięćdziesiątych XX w.